# Chiesa di San Bartolomeo Apostolo (Casina)
La chiesa di San Bartolomeo Apostolo, anche nota come pieve di San Bartolomeo o pieve di Paullo, è la parrocchiale di Paullo Chiesa, frazione del comune italiano di Casina in provincia di Reggio Emilia. Appartiene al vicariato della Montagna nella diocesi di Reggio Emilia-Guastalla e risale al IX secolo.

## Storia

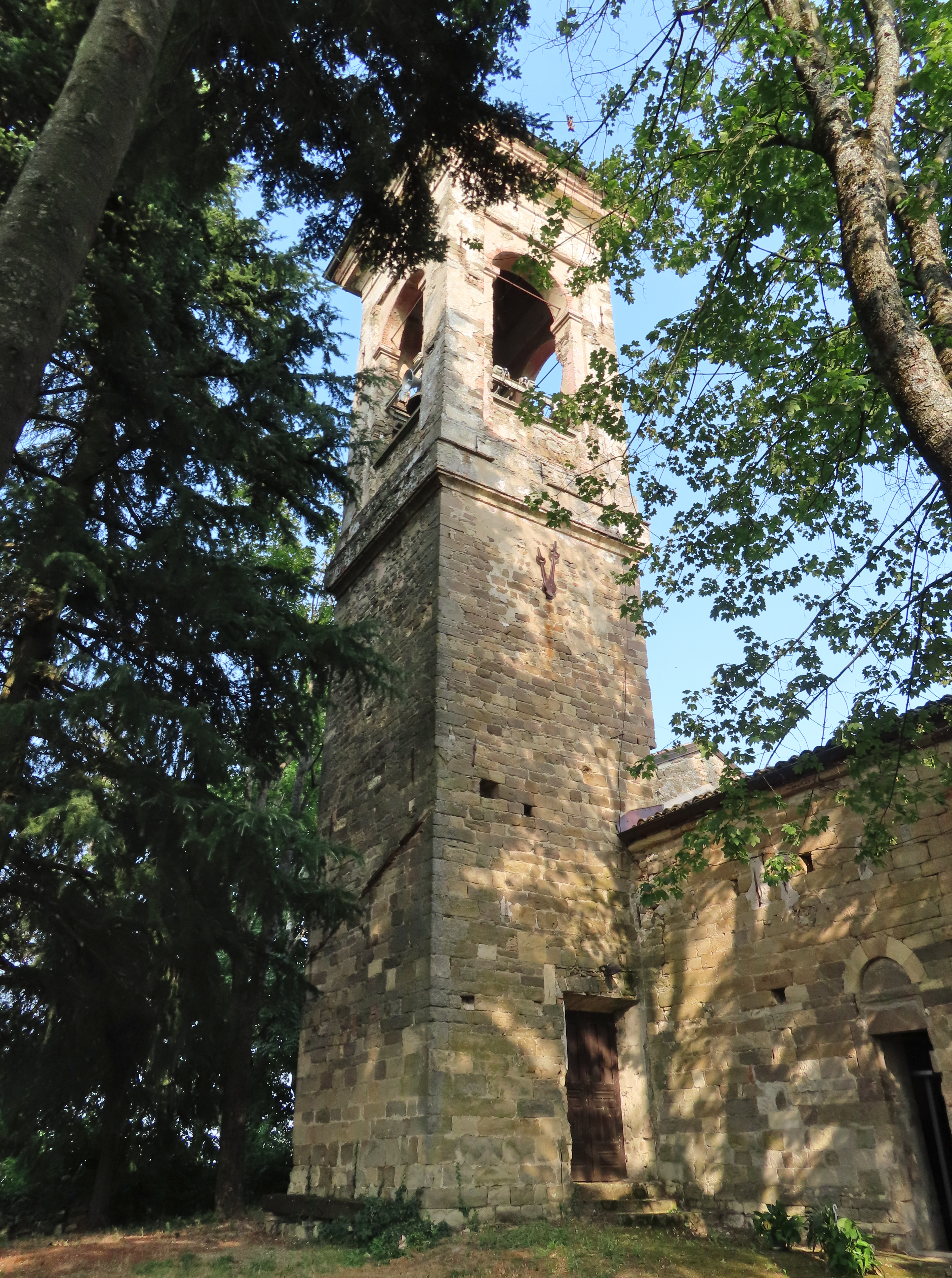
Torre campanaria

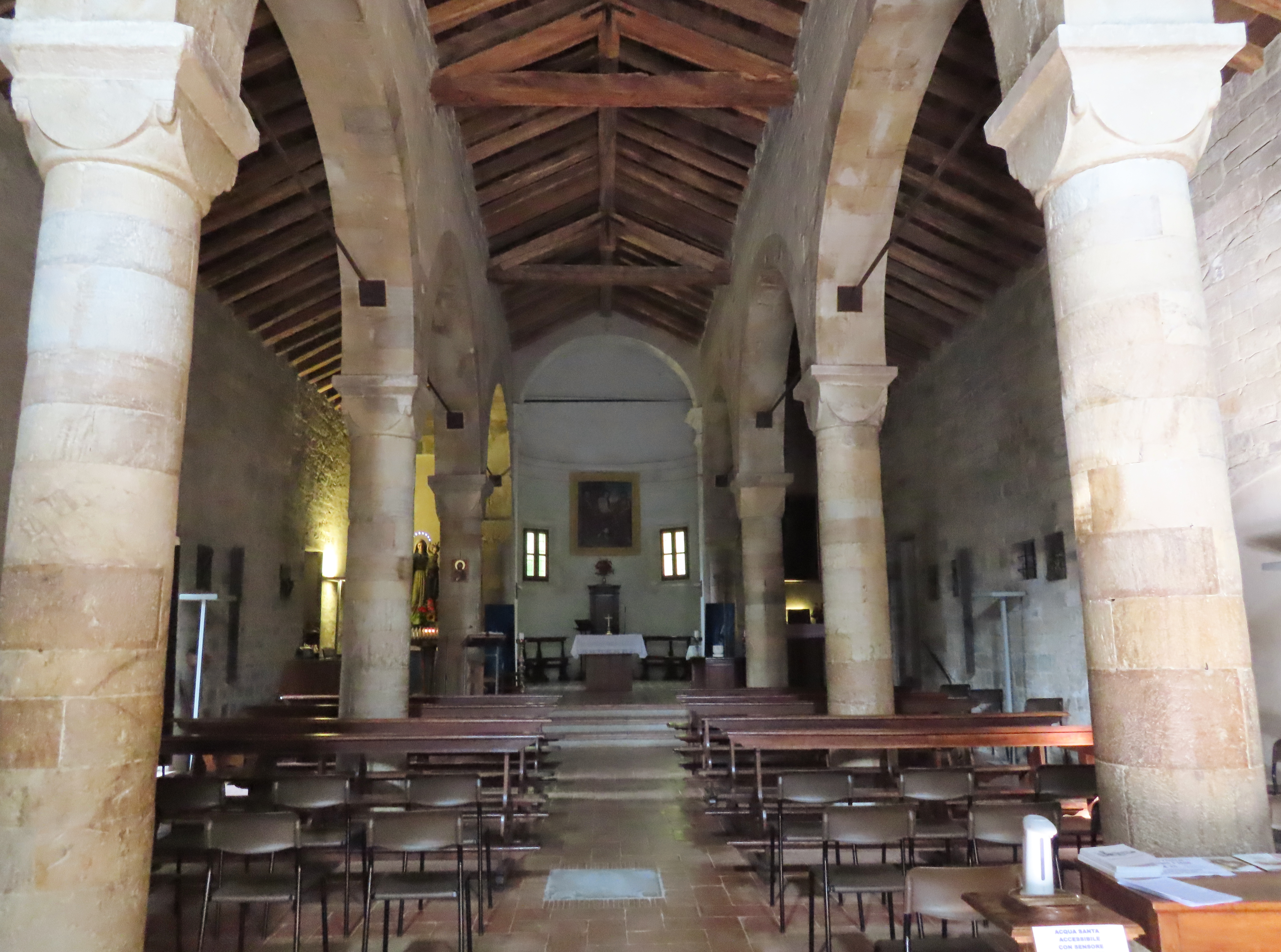
Interno, navata centrale

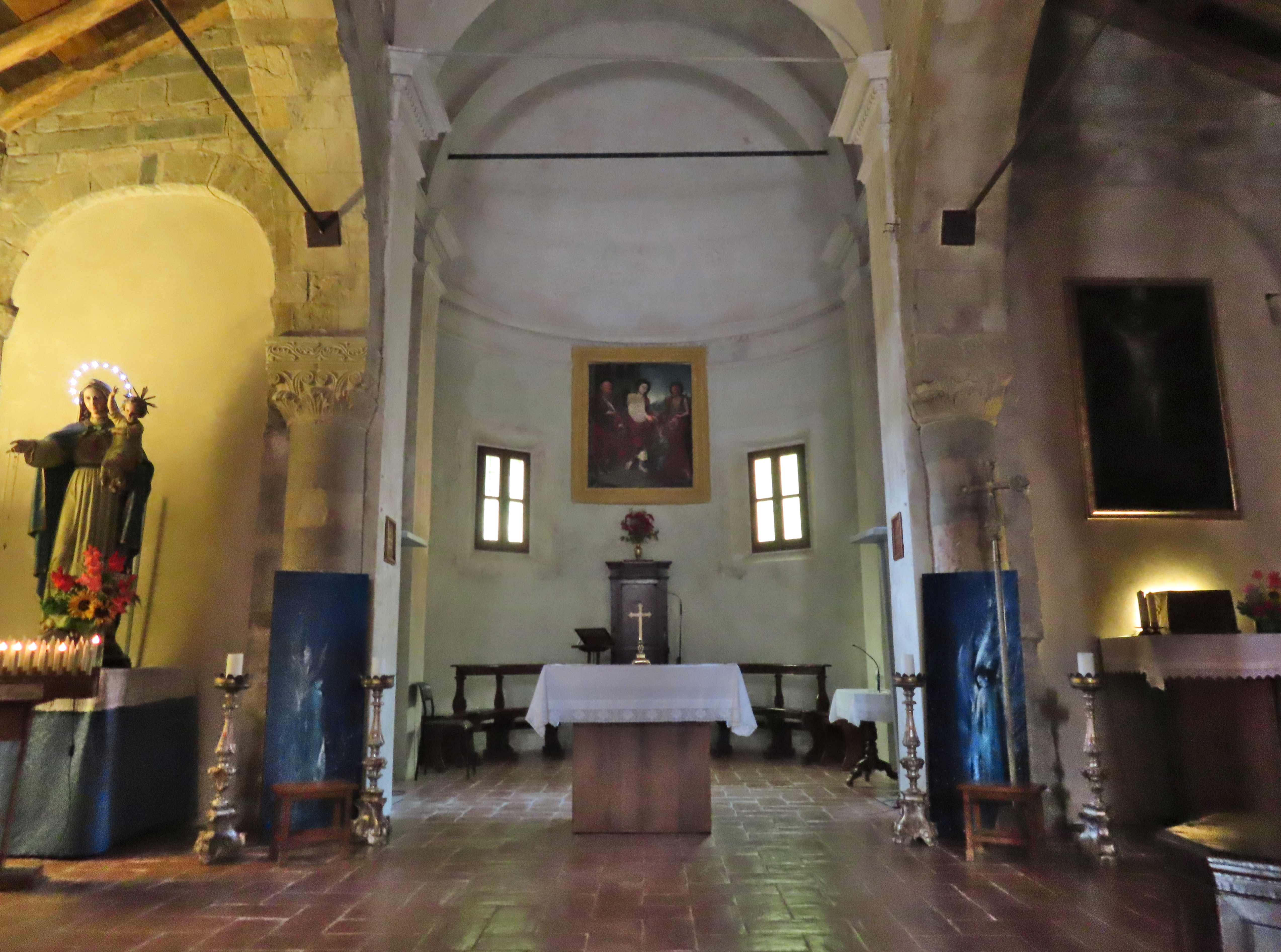
Presbiterio con altare rivolto al popolo dopo l'intervento di Adeguamento liturgico

La prima citazione della chiesa, una delle più antiche pievi dell'Appennino reggiano, risale al 980 e si trova in una bolla dell'imperatore Ottone II di Sassonia. In tempi successivi venne ancora citata su testi ufficiali e diplomi imperiali. Nel 1575 venne citata plebana di San Bartolomeo di Lezolo. Attorno al 1614 fu oggetto di un intervento di restauro e rifacimento della parte absidale. Circa due secoli più tardi nuovi restauri riguardarono specialmente gli intonaci, il soffitto e il portale di accesso. Nel 1924 gli interni vennero ripuliti dagli antichi intonaci e nel 1965 venne restaurata l'intera copertura con la posa di coppi in laterizio. Un importante lavoro di restauro conservativo e col fine di consolidare staticamente la struttura, dopo il 1990, ha modificato leggermente le antiche forme romaniche. Il terremoto del dicembre del 2008 ha causato gravi danni e il tempio è rimasto a lungo chiuso al culto sino ai nuovi interventi che ne hanno reso possibile la riapertura.

## Descrizione

### Esterni
La pieve matildica si trova a Paullo Chiesa, frazione di Casina in provincia di Reggio Emilia. Presenta orientamento verso est con la facciata a capanna 
molto semplice e col portale architravato sormontato da una decorazione curvilinea con riquadro centrale in pietra. Nella parte superiore della facciata si aprono due finestre a monofora che portano luce alla sala. La torre campanaria si alza in posizione arretrata sulla sinistra accanto all'abside semicircolare e la sua cella si apre con quattro finestre a monofora.

### Interni
La sala è di grandi dimensioni e formata da tre navate che si sviluppano per quattro campate. L'abside semicircolare raccoglie il presbiterio dal quale, attraverso due porte, si accede al campanile da un lato ed alla canonica dall'altro. I capitelli delle colonne che dividono le navate sono in stile romanico. L'adeguamento liturgico è stato completato negli anni ottanta del XX secolo con la sistemazione 	nel presbiterio della mensa in marmo rivolta al popolo.